# Hauer Cukrászda
A Hauer Cukrászda műemlék cukrászda volt Budapesten, a VIII. kerületben, a Rákóczi úton.

## Története
A cukrászdát Kazilek Nándor alapította 1890-ben az akkor még külvárosinak számító helyen. Halála után özvegye, Guth Mária 1896-ban hozzáment Hauer Rezsőhöz, aki átvette a cég vezetését is, amit 1899-től már saját nevén üzemeltetett.

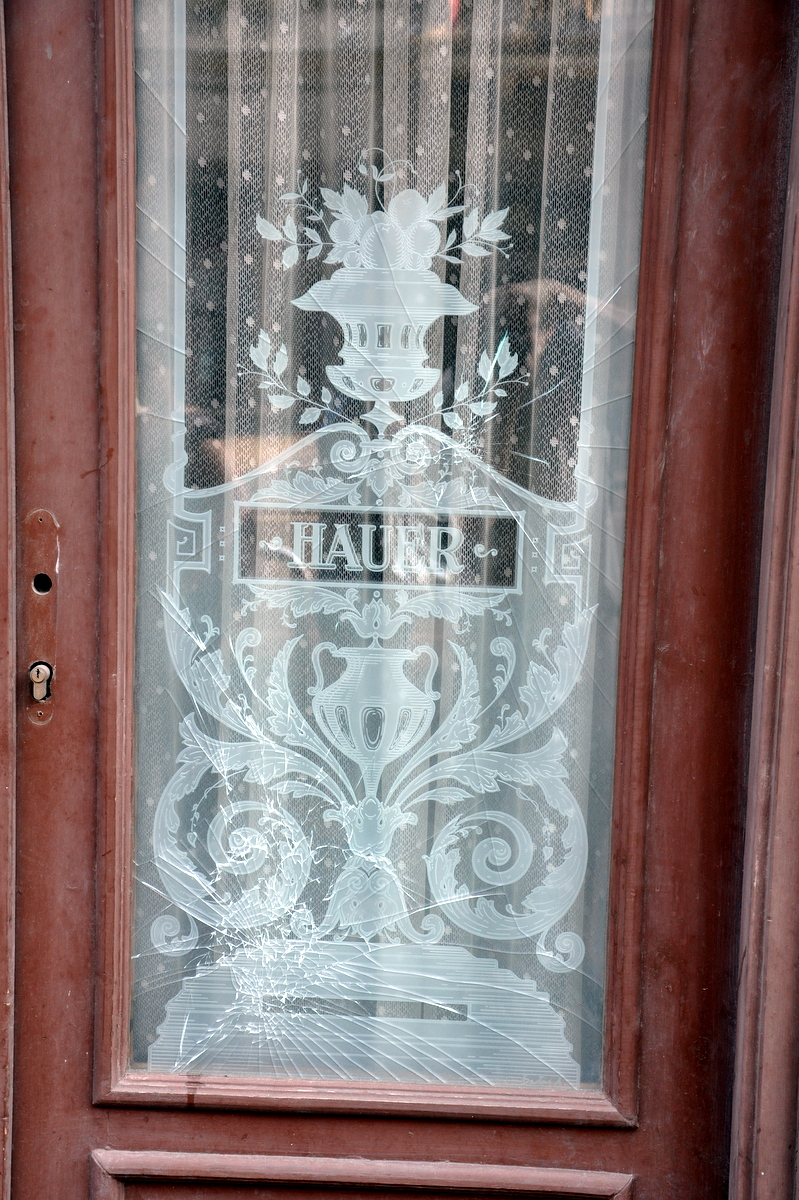
Az egyik bejárati ajtó a zárva tartás idején

Az eredetileg egyetlen helyiségből álló kis üzlet az ekkoriban virágkorát élő magyar cukrásziparhoz hasonlóan gyors fejlődésnek indult és hamar elérte jelenlegi kiterjedését. 1901-ben uzsonnateremmel bővült, majd egy csokoládé- és bonbonüzem is csatlakozott hozzá, miközben gépparkja is folyamatosan bővült. Gerbeaud Emil halála után, 1920-ban Hauer Rezsőt a cukrász ipartestület örökös díszelnökévé választotta. Termékei közül a Hauer-krémes volt a legsikeresebb, valamint az ananász és marcipán ízesítésű tejszínes sütemények.
A II. világháború utáni államosítások során 1949 decemberében már a 10 főnél nagyobb üzemeket is államosították, az ekkor létrehozott óriás állami vállalat, a Cukrászati Gyár tulajdonába került, és 1953-55-ben az üzlethelyiséget a Rákóczi út 47. felé kibővítették, a portál hossza megkétszereződött. 1956-tól a VIII. kerületi Vendéglátóipari Vállalat Erkel cukrászda, majd 1970-től a Kelet-pesti Vendéglátóipari Vállalat ismét régi nevén üzemeltette.
Az eredeti, (nagy)polgári megjelenését és fényét különös módon a szocializmus ezen világ ellen táplált mély gyűlölete ellenére szinte teljes egészében sikerült megőriznie a rendszerváltásig. Ekkor privatizálták. A vásárló Orient Kft. „felújítás” címszó alatt szinte a téglákig elbontotta az üzletet, amit 101 évnyi folyamatos működést követően végül 1991-ben bezártak.
Budapest VIII. kerülete 1999-ben a birtokába került többi Hauer-ingatlannal együtt pályázatot hirdetett az újra egyesített cukrászda tulajdonjogára, amit a Friss Gyorsfagyasztott Pékárugyártó és Forgalmazó Kft. nyert meg. A cég felújította és 2002-ben újra megnyitotta az üzletet, amihez kieszközölte a Hauer márkanév használatát is.
Az üzemeltető cég ellen 2006 februárjában egy elszámolási vitát követően felszámolási eljárás indult, ami a pereskedések miatt máig sem zárult le.
2013 őszén 80 millió forintért kínálta egy ingatlanforgalmazó az üzlethelyiséget, amely értékesítésre is került, és 2017 augusztus 20-án nyitott meg újra. 2022-ben az aktuális gazdasági helyzetre hivatkozva (növekvő költségek, csökkenő forgalom) bezárt, helyén 2023-ben edzőterem nyílt.

## Külső hivatkozások
- Katona Csaba: Visszaszerzi régi hírnevét a Hauer? Népszabadság Budapest melléklete 1999. július 16.
- Hauer Cukrászda, muemlekem.hu (hozzáférés: 2012. október 2.)